# وكالة المخابرات والأمن الوطني (الصومال)
وكالة المخابرات والأمن الوطني (نيسا) (بالصومالية: Hay'ada Sirdoonka iyo Nabadsugida Qaranka)‏ (HSNQ)  هي وكالة الاستخبارات الوطنية لجمهورية الصومال الفيدرالية، يقع مقرها في العاصمة الصومالية مقديشو، كما أن الوكالة مرتبطة ارتباطًا وثيقًا بالقوات المسلحة الصومالية وتتعاون معها بانتظام.
تأسست الوكالة في يناير 2013 من قبل الحكومة الفيدرالية الصومالية على أنقاض جهاز الأمن الوطني الذي كان جهاز الاستخبارات الوطني في الصومال منذ 1970.
ساعدت بعثة الاتحاد الإفريقي في الصومال في تطوير جهاز المخابرات والأمن الوطني، طبقاً لوزير الدولة السابق لرئاسة الجمهورية عبد القادر معلم نور، كما وكالة المخابرات المركزية الأمريكية قدمت أيضاً دورات تدريبية لمسؤولي نيسا خلال مراحل تأسيس الجهاز.

## مكافحة الإرهاب والقوات شبه العسكرية
في أبريل 2014، تبرعت دولة الإمارات العربية المتحدة بعربات قتالية ومعدات عسكرية لـجهاز المخابرات NISA. بحلول يوليو 2014، تأسست وحدة Gaashaan ("الدرع") التي تعتبر جزءا من وكالة الأمن والاستخبارات الوطنية. وهي عبارة عن قوات عسكرية تلقت تدريبات على يد قوات الولايات المتحدة. يشير شركاء جهاز المخابرات الدوليين إلى أن وحدة الدرع تتكون من وحدتين يبلغ مجموعهم 120 رجلاً.
مجموعة ألفا هي المكون الأول لوحدة الدرع، وتضم حوالي 40 جنديًا و 3 ضباط تم اختيارهم من بين 190 جنديًا خاصًا من الجيش الوطني الصومالي. ووفقًا لمسؤولين في وزراة الدفاع الصومالية، فقد تلقت هذه الوحدة تدريبات في الولايات المتحدة بين أواخر عام 2009 وأوائل عام 2010. وأكد الخبير في مكافحة الإرهاب ديريك غانون أن نظام التدريب لمجموعة ألفا يشمل مكافحة التمرد وعملية مكافحة الإرهاب وحماية المسؤولين، مع التركيز على رد الفعل السريع في البيئة الحضرية. كما تم تجهيز الجنود ببنادق مع مناظير للرؤية الليلية.
المجموعة الثانية في وحدة الدرع تُسمى برافو، تلقت تدريبات عسكرية في مطار آدم عبد الله الدولي في العاصمة الصومالية مقديشو عام 2011.
في مايو 2018، أفادت مصادر أن عدد منتسبي جهاز المخابرات والأمن الوطني (نيسا) وصل إلى 700 فرد، 400 منهم في وحدة "الدرع" (بالصومالية: gaashaan)‏ 

## قيادة الجهاز
في 24 مايو 2011 عُين أحمد معلم فقي رئيسا لوكالة المخابرات والأمن الوطني واستقال في 25 مارس 2013
في مارس 2013 عُين عبد الكريم طاهر رئيسا للوكالة.
في مايو 2013 عُين بشير محمد جامع رئيسا للوكالة، ثم عُين عبد الله محمد علي "سنبللشه" في منصب رئيس الجهاز لأول مرة في 9 يوليو 2014، ثم خلفه في المنصب عبد الرحمن محمود توريري الذي شغل المنصب من 22 سبتمبر 2014 حتى 14 يونيو 2016.
أعيد تعيين عبد الله محمد علي "سنبللشه" النائب المنتخب من قبل مجلس الشعب في البرلمان الاتحادي في الصومال، رئيسا لجهاز المخابرات (نيسا) في 6 أبريل 2017 .
في 20 فبراير 2018 عُين حسين عثمان حسين رئيسا للجهاز، واستقال في 13 أكتوبر 2018، وقاد الجهاز كقائم بالأعمال عبد القادر محمد نور، وخلفه فهد ياسين الذي عُين في 22 أغسطس 2018. وخلفه ياسين عبد الله محمد (فري) في 8 سبتمبر 2021  ثم مهد صلاد في 26 مايو 2022
في 4 أبريل 2024 أعلن مهد صلاد استقالته من منصب رئيس الوكالة، وعُين عبد الله محمد علي (سنبللشه) خلفا له.

## انتقادات
في كانون الثاني يناير 2020، كتب الدكتور محمد حاج إنجريس، باحث في مركز القيادة الأفريقية، التابع لكلية كينجز في لندن، أن نيسا تسعى لتطبيع الأنشطة التي تُنفذ خارج نطاق القضاء لخدمة أجندة السلطات السياسية وقمع منتقديها."  وذلك في مقال نشرته مجلة African Security Review في يوليو / تموز 2020، وألقى باللوم على بنية أمنية مفروضة من جهات خارجية لفشل نيسا في مواجهة حركة الشباب.  ووفقًا لعلي فإنه منذ تعيين فهد ياسين على رأس عمليات وكالة الأمن القومي، في 22 أغسطس 2018 فقد ركزت على إسكات المعارضة السياسية والانتقادات بدلاً من التغلب على حركة الشباب.
ووُجهت لجهاز المخابرات مزاعم من قبل منظمة نسائية تتخذ من محافظة جدو مقرا لها، تتهم الجهاز بأحداث اعتقال تعسفي وتعذيب واغتصاب، نفذها ضباط في الجهاز في المكتب الإقليمي في محافظة جدو، التابعة لولاية جوبا لاند، تحت قيادة عبد الله آدم (كولاني جيس) في ذلك الوقت.
في نيسان / أبريل 2020، اتُهم جهاز المخابرات نيسا بتهديد الصحفي هارون معروف الموظف في إذاعة صوت أمريكا عبر موقع تويتر. إلا أن الصحفي المذكور لم يقدم أي دليل قابل للتطبيق.

### إقالة كبار المسؤولين
في يوليو / تموز 2021، أقال رئيس الوزراء الصومالي محمد حسين روبلي رئيس شعبة مطار آدم عبد الله الدولي في وكالة المخابرات والأمن الوطني (نيسا) عبد الوهاب شيخ علي، ورئيس أركان الوكالة، عبد الله كولاني، بعد أن رفضا السماح لمجموعة من الركاب بالطيران من مطار مقديشو. {في خطوة وصفت بغير الدستورية، كونها من "صلاحيات الرئيس" حسب الدستور. }

### قضية اختفاء إكرام تهليل فارح
في 26 يونيو 2021، اختُطفت الموظفة في جهاز المخابرات نيسا إكرام تهليل فارح بالقرب من منزلها في حي عبد العزيز بالعاصمة الصومالية مقديشو . ونشرت وكالة المخابرات بيانا في 2 سبتمبر 2021 زعمت فيه أن حركة الشباب تقف خلف اختطاف إكرام، وأنها قتلتها بعد ذلك، إلا أن حركة الشباب نفت أي تورط لها. وطلب رئيس الوزراء روبلي من مدير وكالة المخابرات (نيسا) فهد ياسين تقديم تقرير عن وفاة إكرام خلال 48 ساعة، وأوقف رئيس الوزراء روبلي رئيس الجهاز ياسين بسبب انتهاء المهلة. وعين خلفا له الفريق بشير محمد جامع  إلا أن الرئيس الصومالي محمد عبد الله فرماجو  وصف القرار بغير الدستوري. ما أدى إلى توجيه روبلي تهمة "عرقلة التحقيق الفعال في قضية إكرام" للرئيس فرماجو. في الأثناء دعا شركاء الصومال الدوليون إلى "تحقيق موثوق في اختفاء إكرام". بدورها رفعت والدة إكرام، غالية محمود جُهاد، قضية جنائية في المحكمة العسكرية، ضد فهد ياسين وعبدالله كولان وعبد الغني ودنقبد وياسين فري فيما يتعلق باختفاء ابنتها إكرام.
في 8 سبتمبر 2021، أعلنت الرئاسة الصومالية أن فهد ياسين قد استقال من منصب رئيس وكالة المخابرات والأمن الوطني نيسا، وعينه الرئيس الصومالي فرماجو مستشارًا للأمن القومي، وعين ياسين عبد الله محمد (فري) رئيسًا لوكالة المخابرات نيسا.

## معدات
|               | أصل          | ملحوظات |
| ------------- | ------------ | --- |
| تويوتا هايلكس | اليابان      | يستعمل أفراد وكالة المخابرات نيسا مركبات دفع رباعي من طراز تويوتا هايلوكس باللون الأسود مع كتابة "NISA" على غطاء المحرك. |
| كاسبير        | جنوب أفريقيا | للشؤون العسكرية تستخدم وكالة نيسا مركبات من نوع كاسبير، وتحمل نقش "NISA" بأحرف سوداء.                                    |

|                        | أصل                   | النوع           | ملحوظات |
| ---------------------- | --------------------- | --------------- | --- |
| مسدس ماكاروف           | الاتحاد السوفياتي     | مسدس            | |
| AK-47                  | الاتحاد السوفيتي      | بندقية          | بندقية إصدار قياسية للقوات المسلحة الصومالية جنبًا إلى جنب مع أنواع أخرى من طراز AK-47. مناظير ACOG وقضبان Picatinny، ومناظر ليزرية.                        |
| ايه كيه ام             | الاتحاد السوفيتي      | بندقية          | |
| AK74                   | الاتحاد السوفياتي     | بندقية          | تستخدم من قبل وحدات القوات الخاصة التابعة لـ وحدتي الدرع و الرمح. والقوات الخاصة "دنب" "DANAB". متغير AKS-74. مناظير ACOG وقضبان picanilly، ومناظر ليزرية. |
| vz. 58                 | جمهورية التشيك        | بندقية          | |
| M4 كاربين[بحاجة لمصدر] | الولايات المتحدة      | بندقية          | |
| نوع 56 بندقية هجومية   | جمهورية الصين الشعبية | بندقية          | بندقية الخدمة الثانوية |
| بندقية قنص دراغونوف    | الاتحاد السوفيتي      | بندقية ماركسمان | منظار PSO-1 . |
| MPT-76                 | تركيا                 | بندقية          | 450 بندقية |

## أنظر أيضا
- لواء دنب تشكيل كوماندوز للجيش الوطني الصومالي

## روابط خارجية
- بيان صحفي: الممثل الخاص للاتحاد الأفريقي يؤكد مجدداً دعم بعثة الاتحاد الأفريقي المستمر لوكالة الأمن والمخابرات الوطنية الصومالية (نيسا).
- دان جوزيف ، هارون معروف ، الكوماندوز الصومالي الأمريكي المدربين يقاتلون ضد حركة الشباب ، صوت أمريكا ، 31 يوليو 2014.
- محمد حاجي إنجيريس ، السياسة العدوانية وإضفاء الطابع الشخصي على السلطة: الانتهاكات وسوء استخدام وكالة المخابرات والأمن الوطنية (NISA) في الصومال ، الشؤون الأفريقية ، 22 يناير 2020 ، https://doi.org/10.1093/afraf/adz027 .
- https://www.state.gov/reports/2020-country-reports-on-human-rights-practices/somalia/ -2020 تقرير وزارة الخارجية حول حقوق الإنسان ، يتضمن ذكر NISA